# Batalha de Dumlupınar
A Batalha de Dumlupınar foi a última batalha da Guerra Greco-Turca de 1919-1922, parte da Guerra de Independência Turca; o confronto, que envolveu as tropas da Grécia e as forças turcas de Mustafa Kemal (Atatürk), foi travado entre 26 a 30 de agosto de 1922 próximo a Afioncaraquissar, na Turquia.

## Contexto

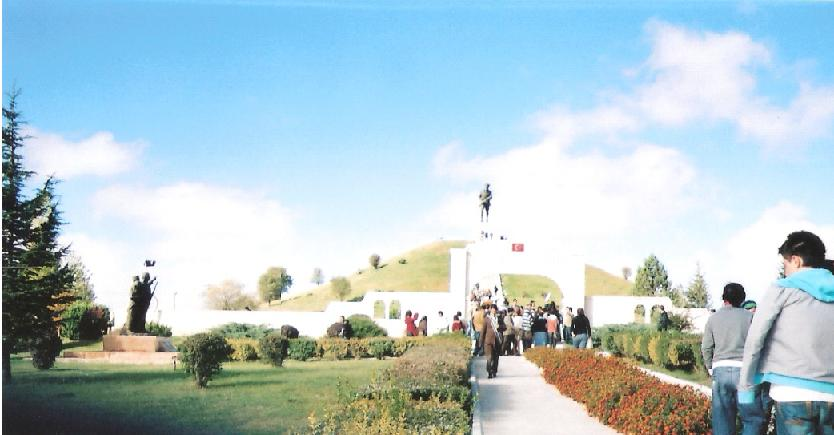
Memorial à Batalha de Dumlupınar

Logo após o confronto no rio Sacaria (Batalha de Sacaria), em agosto e setembro de 1921, as tropas gregas lideradas pelo general Anastasios Papoulas recuaram à linha defensiva que se estendia da cidade de İzmit (Nicomédia) às cidades de Esquixequir e Afioncaraquissar. A linha grega formava um arco de 700 quilômetros na direção norte-sul, ao longo de um terreno difícil e montanhoso chamado de tepes, tradicionalmente considerado como de fácil defesa. Uma única ferrovia ligava Afioncaraquissar a Dumlupınar, uma cidade fortificada a 30 quilômetros a oeste da primeira, cercada pelas montanhas Murate e Aer, e seguia adiante até Esmirna (İzmir), no litoral; esta ferrovia era a principal rota de abastecimento das tropas gregas. O quartel-general grego, em Esmirna, estava incapacitado de se comunicar com a frente de batalha ou de exercer controle operacional sobre as tropas.

## Preparativos

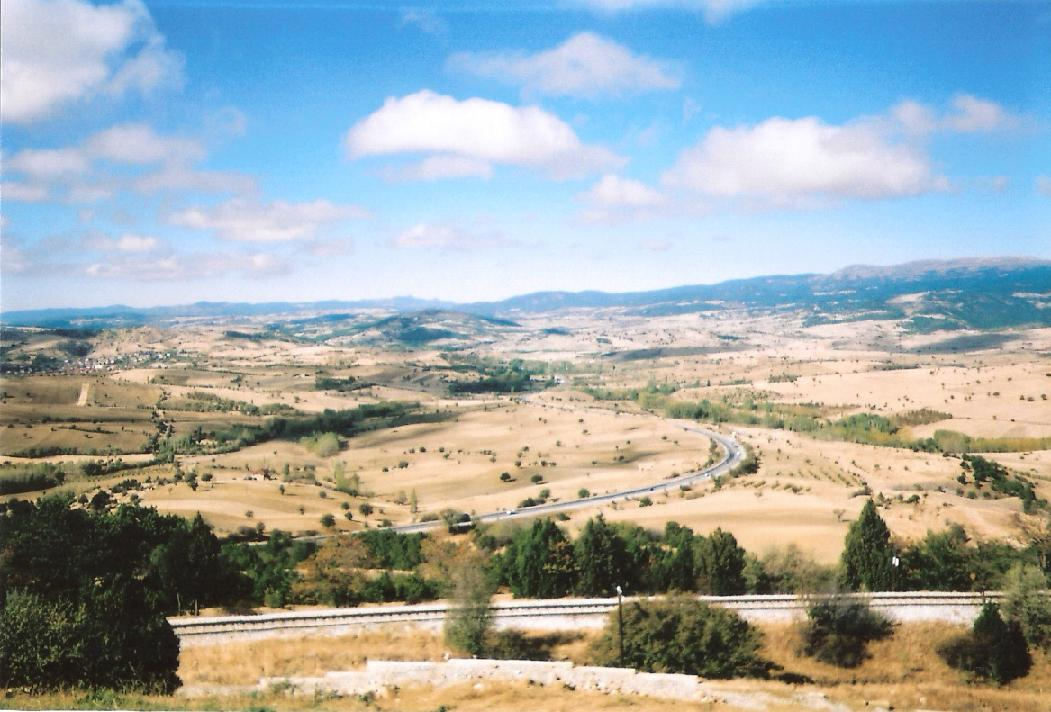
Vista atual do local onde foi travada a batalha

Logo após o desfecho malsucedido da Batalha de Sacaria, a estrutura de comando das tropas gregas passou por diversas mudanças. Um número significativo de homens foi retirado das linhas de frente e reempregado na Trácia, para uma ofensiva contra Istambul que nunca se materializou. As forças gregas restantes estavam sob o comando geral do general Hatzianestis, que havia substituído ao general Anastasios Papoulas em maio de 1922 e era tido como mentalmente instável. O moral dos gregos, que estavam já há anos em armas, não era alta, e não havia perspectiva de uma resolução rápida da guerra; as discordâncias políticas e a hostilidade da população local serviram para deprimir ainda mais o espírito das tropas.
Apesar das pressões por um ataque estarem crescendo em Ancara, Mustafa Kemal, que havia sido apontado comandante-em-chefe do exército turco, esperou e utilizou o tempo para fortalecer suas tropas e dividir os Aliados da Primeira Guerra Mundial através da diplomacia, assegurando-se de que as simpatias francesas e italianas estariam com os turcos, e não com os gregos; isto isolou, politicamente, os britânicos, pró-gregos.
Quando enfim Mustafa Kemal decidiu atacar os gregos, em agosto de 1922, já se sabia que as tropas turcas poderiam montar apenas uma grande ofensiva; assim, Kemal fortaleceu o 1º Exército turco, liderado por Nureddin Paxá, que estava sendo empregado nos flancos meridionais dos gregos situados nas proximidades de Afioncaraquissar. Foi uma aposta arriscada, já que havia a possibilidade do exército grego contra-atacar pelo seu flanco direito, enfraquecido, e interromper o seu avanço.
Nas vésperas da batalha os gregos gozavam de uma superioridade numérica e estavam mais bem equipados, com metralhadoras e transportes adequados; já os turcos tinham mais artilharia pesada e uma cavalaria superior, comandada pelo general Fahrettin Altay.
As defesas dos gregos eram lideradas pelo Corpo A', comandado pelo general Tricoupis, estacionado em Afioncaraquissar. As quatro divisões deste corpo cobriam uma área de 180 quilômetros. Ao norte estava o Corpo B', comandado pelo general Dighenis, que cobria um setor de 170 quilômetros, com cinco divisões. Cada divisão compreendia dois ou três regimentos de infantaria, duas baterias de artilharia de montanha (75 mm) e uma bateria de 105 mm. Embora fortes, numericamente, os gregos eram bastante deficientes em termos de artilharia pesada, com apenas 40 peças já antigas em toda a frente de batalha, e de cavalaria, com apenas uma meia-companhia por divisão.

## Batalha

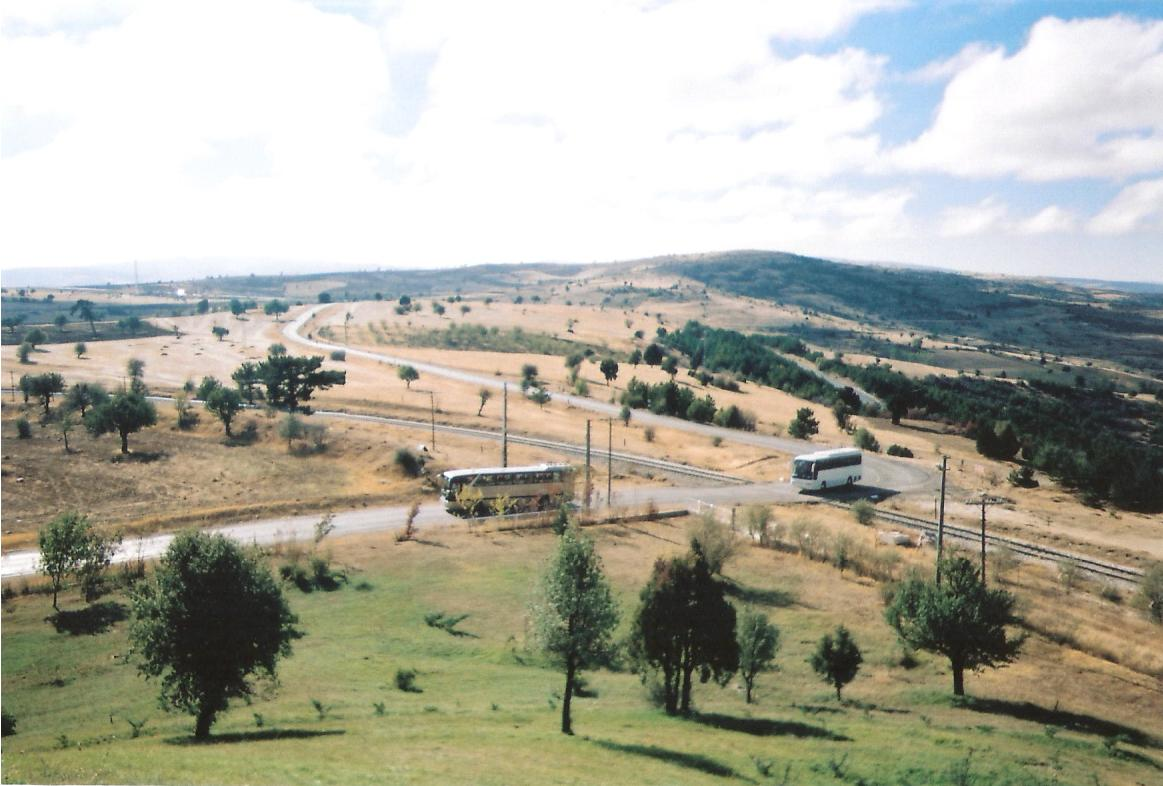
Cenário da batalha dos dias atuais

O ataque turco se iniciou contra o flanco meridional do trecho próximo a Afioncaraquissar, na manhã de 26 de agosto de 1922. Observadas por Mustafa Kemal, Fevzi Paxá, İsmet İnönü e Nureddin Paxá de cima do Kocatepe, um monte vizinho, as armas turcas silenciaram as baterias gregas ao derrubar os postos de observação. A infantaria turca então avançou, diante de oposição ferrenha, obtendo ganhos significativos no terreno. A vitória ocorreu no dia seguinte, quando o 4ª Corpo turco, liderado pelo general Sami, conquistou os picos do Erkmentepe, a 1 500 metros de altitude, enquanto Fahrettin liderou sua cavalaria diante da retaguarda dos gregos, que debandaram. O general Frangou, que comandava a 1ª Divisão grega recuou para oeste a partir de Dumlupınar, pertendo contato com o Corpo A'. Os comandantes gregos, Tricoupis e Dighenis recuaram para Dumlupınar, enquanto suas tropas, desintegradas, fugiram para Esmirna. Os turcos fecharam o cerco a Dumlupınar em 30 de agosto; Fevzi e Mustafa Kemal comandaram as duas colunas que cercaram a cidade. Tricoupis e Dighenis, que tentavam escapar rumo ao norte pelas encostas das montanhas Murate, rumo ao vale de Banaz, foram cercados na noite de 2 para 3 de setembro.

## Conseqüências

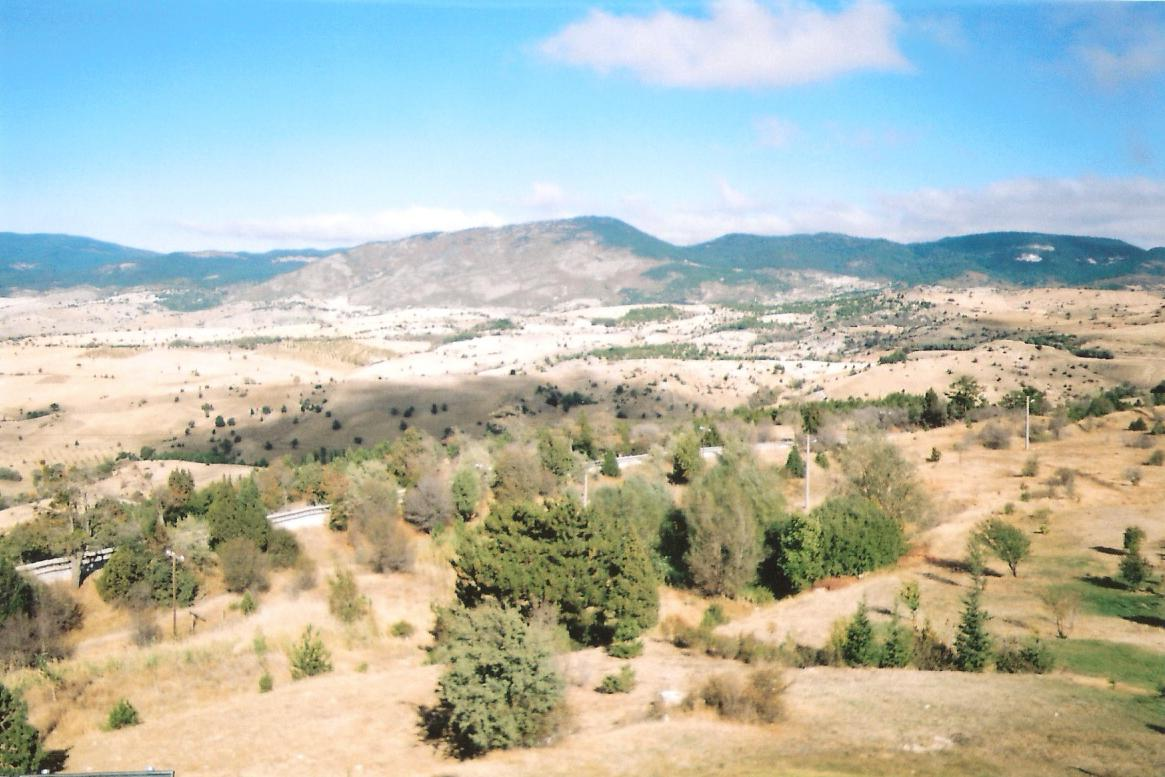
As encostas e picos vizinhos foram usados pelos oficiais turcos como ponto de observação

Os turcos perseguiram os gregos por 400 quilômetros, até Esmirna, que foi incendiada à medida que o exército e a população civil grega a abandonava. As últimas tropas gregas deixaram a Anatólia em 16 de setembro. O Armistício de Mudanya foi assinado pela Turquia, Itália, França e Grã-Bretanha em 11 de outubro daquele ano, e a Grécia foi forçada a aceitar os seus termos em 14 de outubro.
Para celebrar esta vitória, o dia 30 de agosto é comemorado como Dia da Vitória (Zafer Bayramı), um feriado nacional na Turquia. Milhões de cidadãos turcos hasteiam a bandeira da Turquia neste dia, em lembrança daqueles que arriscaram e deram suas vidas pela pátria.